# Head Games
Head Games – wydany w 1979 roku trzeci album zespołu rockowego Foreigner.

## Lista utworów
| 1.  | "Dirty White Boy" (Jones, Gramm)         | 3:37  |
|     |                                          |       |
| 2.  | "Love on the Telephone" (Jones, Gramm)   | 3:18  |
|     |                                          |       |
| 3.  | "Women" (Jones)                          | 3:25  |
|     |                                          |       |
| 4.  | "I'll Get Even with You" (Jones)         | 3:40  |
|     |                                          |       |
| 5.  | "Seventeen" (Jones, Gramm)               | 4:43  |
|     |                                          |       |
| 6.  | "Head Games" (Gramm, Jones)              | 3:37  |
|     |                                          |       |
| 7.  | "The Modern Day" (Jones)                 | 3:26  |
|     |                                          |       |
| 8.  | "Blinded by Science" (Jones)             | 4:54  |
|     |                                          |       |
| 9.  | "Do What You Like" (McDonald, Gramm)     | 3:58  |
|     |                                          |       |
| 10. | "Rev on the Red Line" (Greenwood, Gramm) | 3:35  |
|     |                                          |       |
| 11. | "Zalia" (bonus na CD) (Gramm, McDonald)  | 2:34  |
|     |                                          |       |
|     |                                          | 40:47 |
|     |                                          |       |

## Wykonawcy
- Dennis Elliott – bębny, wokal
- Rick Wills – gitara basowa, wokal
- Lou Gramm – pierwszy wokal, perkusja
- Alan Greenwood – instrumenty klawiszowe, syntezator,
- Mick Jones – gitara, instrumenty klawiszowe, wokal
- Ian McDonald – gitara, bębny, instrumenty klawiszowe, wokal